# Fissidens acreanus
Fissidens acreanus är en bladmossart som beskrevs av Irmscher 1921. Fissidens acreanus ingår i släktet fickmossor, och familjen Fissidentaceae. Inga underarter finns listade i Catalogue of Life.